# Linia kolejowa Hornostajiwka – Czernihów
Linia kolejowa Hornostajiwka – Czernihów – linia kolejowa na Ukrainie łącząca stację Hornostajiwka i granicę państwową z Białorusią ze stacją Czernihów. Zarządzana jest przez dyrekcję kijowską Kolei Południowo-Zachodniej (oddział ukraińskich kolei państwowych).
Znajduje się w obwodzie czernihowskim. Na całej długości jest jednotorowa i niezeletryfikowana.

## Historia
Linia powstała w Związku Sowieckim. Od 1991 znajduje się na Ukrainie.